# الیم جنا
الیم جنا (به لاتین: Alem Gena) یک منطقهٔ مسکونی در اتیوپی است که در منطقه اورومیا واقع شده‌است.

## خصوصیات
الیم جنا ۸٬۳۱۷ نفر جمعیت دارد و ۲٬۳۶۹ متر بالاتر از سطح دریا واقع شده‌است.